# Wenzel Karl

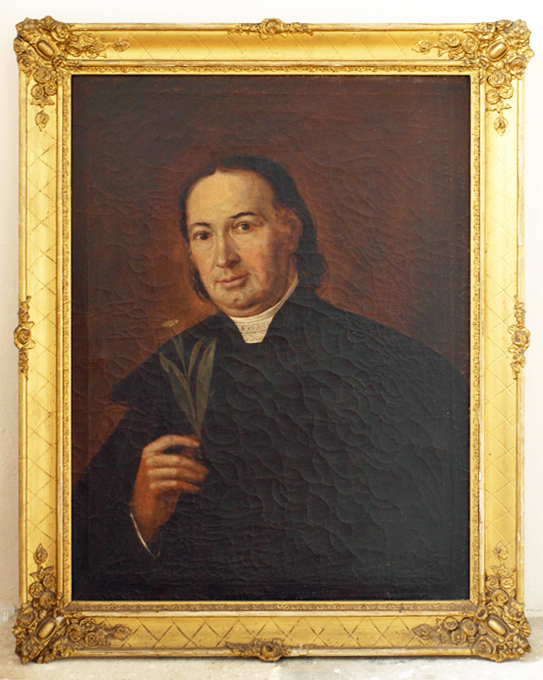
P. Wenzel Karl (1802–1870)

Wenzel Karl (* 8. April 1802 in Saaz; † 10. Juni 1870 in Königswalde, OT von Schluckenau) war ein römisch-katholischer Priester, Autor religiöser Literatur und Botaniker.

## Leben und Wirken

### Studium und Italienreise
Wenzel Karl war zunächst Schüler des Saazer Gymnasiums und studierte danach Philosophie in Prag und Theologie in Leitmeritz. Am 4. September 1826 wurde er in Leitmeritz zum Priester geweiht. In den Jahren 1832–1845 war er Kaplan und Katechet in  Schluckenau. 
Von Oktober 1845 bis April 1846 unternahm er zusammen mit Josef Pietsch, dem Pfarrer von  St. Georgenthal, eine Italienreise. Neben theologischen Studien in Rom widmete er sich in Italien auch der Botanik. Ein Reisebericht über seine Studien zur italienischen Flora erschien 1851 im österreichischen Botanischen Wochenblatt. Seine weiteren Erlebnisse auf dieser Reise hat er später im Gedenkbuch der Pfarrei von Fugau vermerkt. Er beschrieb darin seine Reiseroute, die besuchten Städte, einschl. Rom und die Begrüßung durch den Papst Gregor XVI. Am Gründonnerstag 1846 nahm er an der Zeremonie der Fußwaschung durch den Papst teil. Auf dem Rückweg besuchten die beiden Priester auch das  Benediktinerkloster Monte Cassino, Neapel und Pompeji sowie Florenz und Venedig. Auch ein mitternächtlicher Aufstieg zum Vesuv gehörte zum Reiseprogramm. Als begeisterter Hobby-Botaniker besuchte er auch zahlreiche botanische Gärten in Italien und Österreich. 

### Station in Fugau

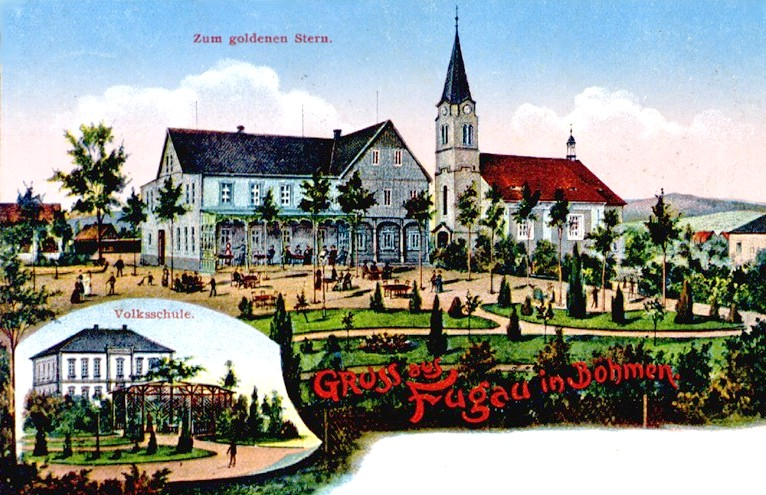
Ehemalige Wenzelskirche in Fugau

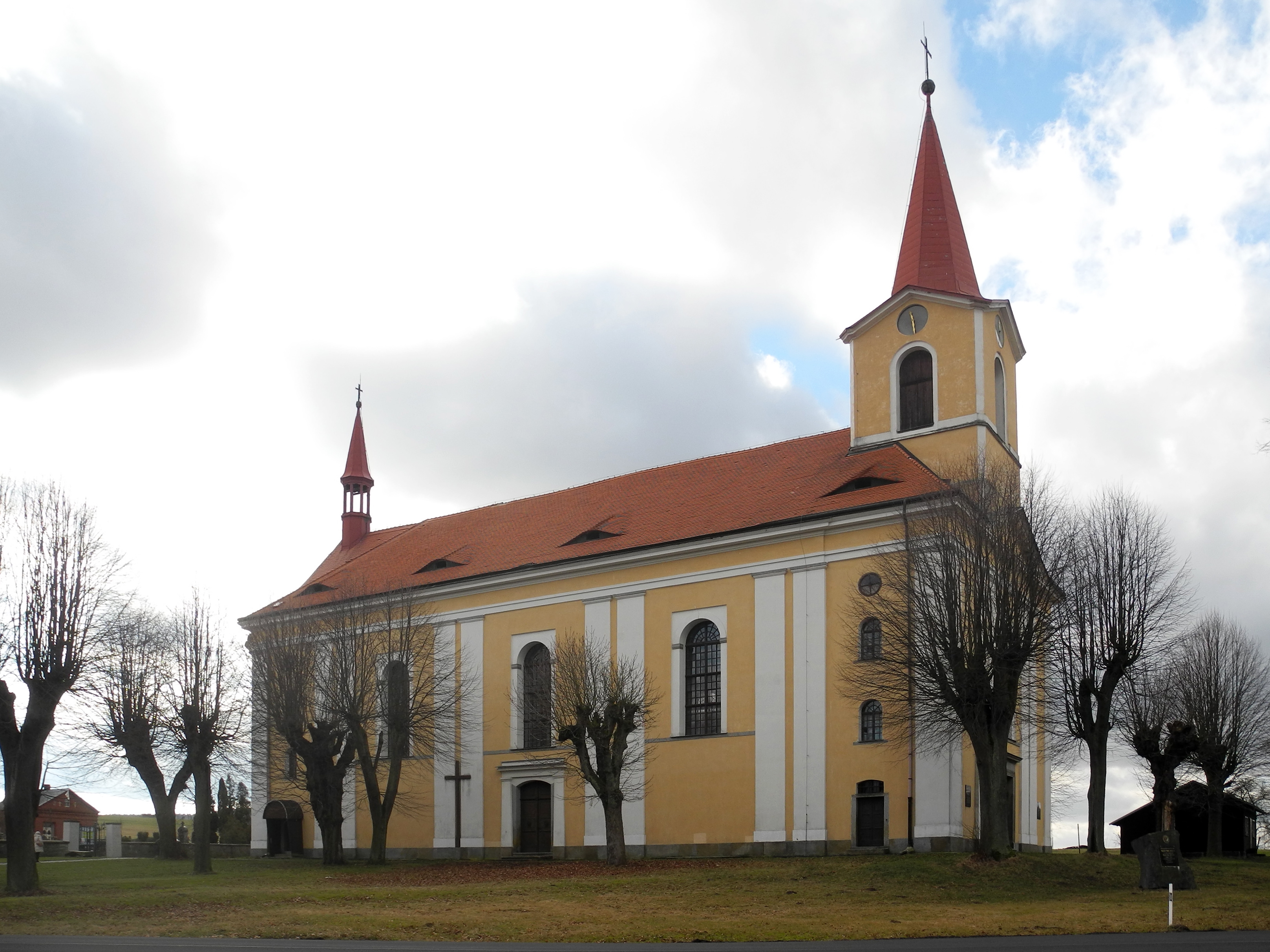
Laurentiuskirche in Königswalde

Nach seiner Rückkehr im Jahr 1846 wurde er zunächst örtlicher Seelsorger im Dorf Fugau (Fukov), unmittelbar an der sächsischen Grenze. Im Jahr 1853 gründete er in Fugau eine eigene Pfarrei und wurde der erste Pfarrer in der Gemeinde. 
Privat widmete er sich hier hauptsächlich der Botanik und dem Sammeln von Pflanzen, die er mit anderen Botanikern austauschte. Er stand diesbezüglich auch in Verbindung mit dem Forstbeamten und Botaniker Philipp Maximilian Opiz (1787–1858) und mit dem Botaniker Ladislav Josef Čelakovský (1834–1902), Professor für Botanik an der Prager Karls-Universität. 
Wenzel Karl hat zu seinen Lebzeiten drei große Herbarien angelegt, davon wurde eins an die Stadt Halle verkauft und ein zweites ging nach Ossegg. Das sogenannte „Saazer Herbarium“ (mit 4000 Objekten) blieb bis 1965 im Besitz des Gymnasiums in Žatec und befindet sich jetzt im Museum in Leitmeritz (Litoměřice). Mit seiner Studie „Nordböhmen und seine Flora“, die im Jahr 1852 in der österreichischen Botanischen Zeitschrift veröffentlicht wurde, leistete er einen bedeutenden Beitrag zur Beschreibung der Flora in der nordböhmischen Region. 
Im Jahr 1852 wurde auf seinen Vorschlag hin in Fugau die erste Krippe in der Kirche nach dem Vorbild des hl. Franziskus errichtet. 
Vermutlich wurde er auf seiner Italienreise in Neapel dazu angeregt. Er wollte damit u. a. auch den Glauben stärken. Dazu wurde ein Bethlehem-Verein gegründet und eine Krippe in  Iglau in Mähren beim Bildhauer Anton Quiš bestellt. In den 1920er Jahren wurde eine neue Krippe angeschafft. Den einst von deutschen Bewohnern besiedelten Ort Fugau gibt es heute nicht mehr, da die Einwohner am Ende des  Zweiten Weltkriegs vertrieben und die Häuser und die Wenzelskirche des Dorfes im Jahre 1960 abgerissen wurden. 

### Pfarrer in Königswalde und Errichtung des Kreuzwegs

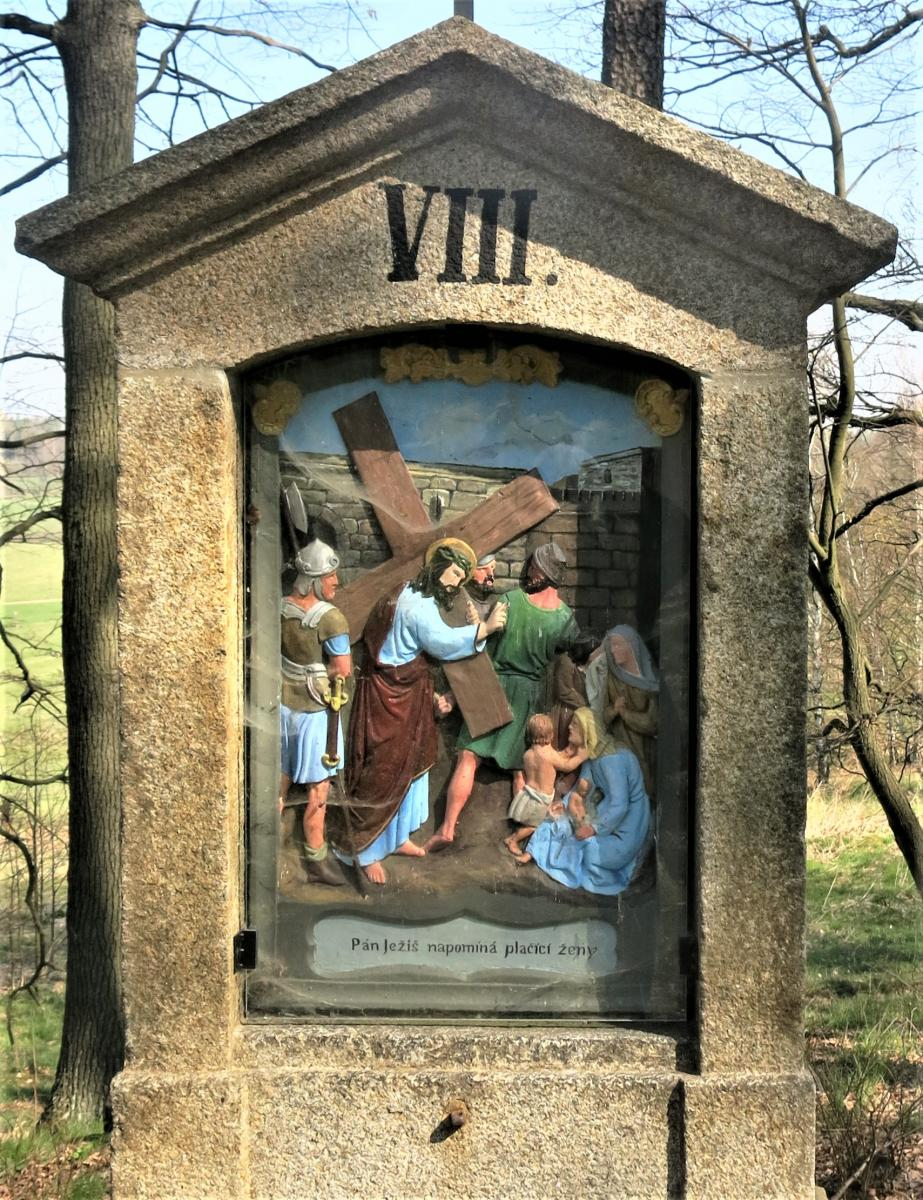
Kreuzwegstation vom Kreuzweg in Königswalde

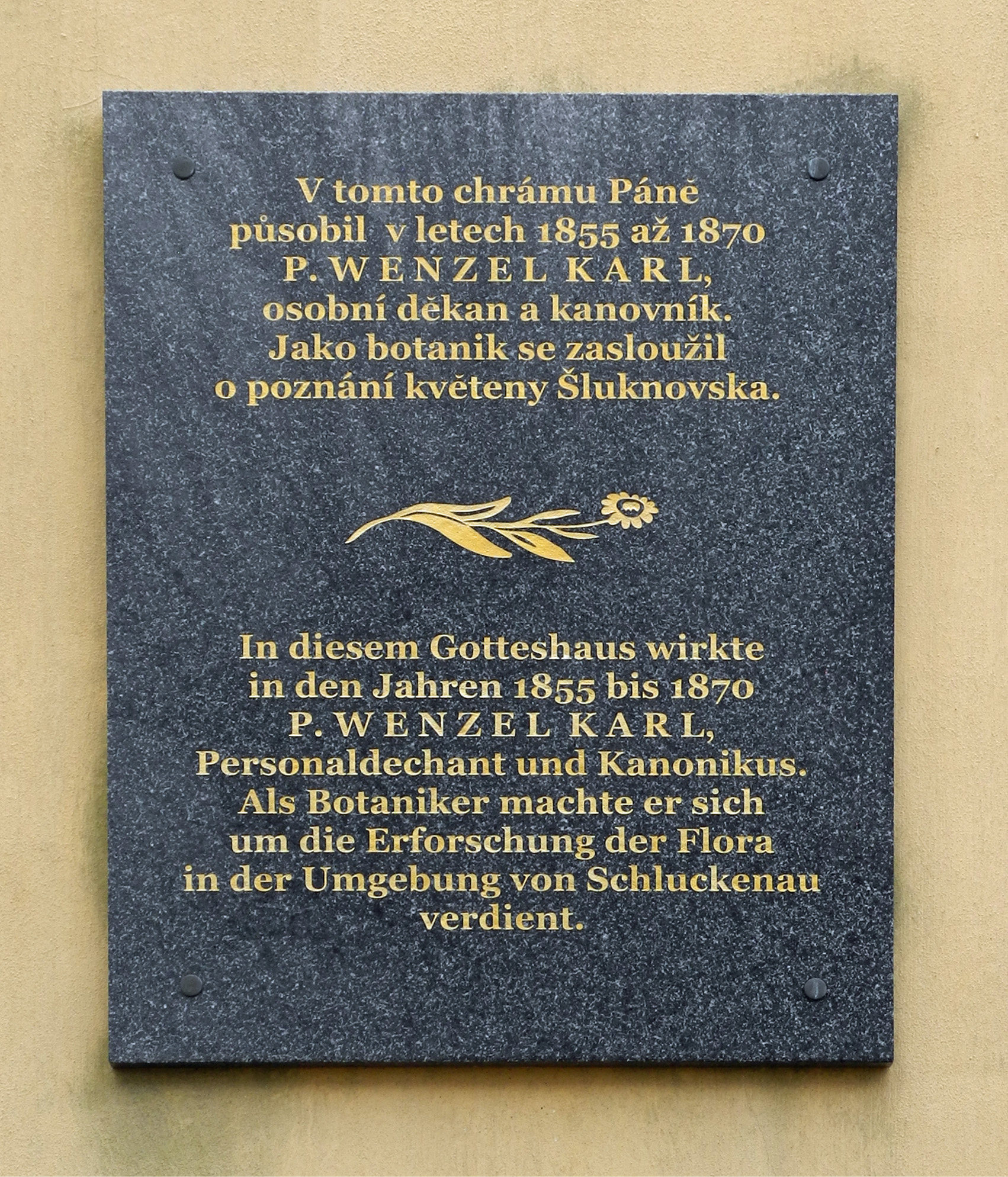
Gedenktafel für P. Wenzel Karl an der Kirche des hl. Laurentius in Königswalde

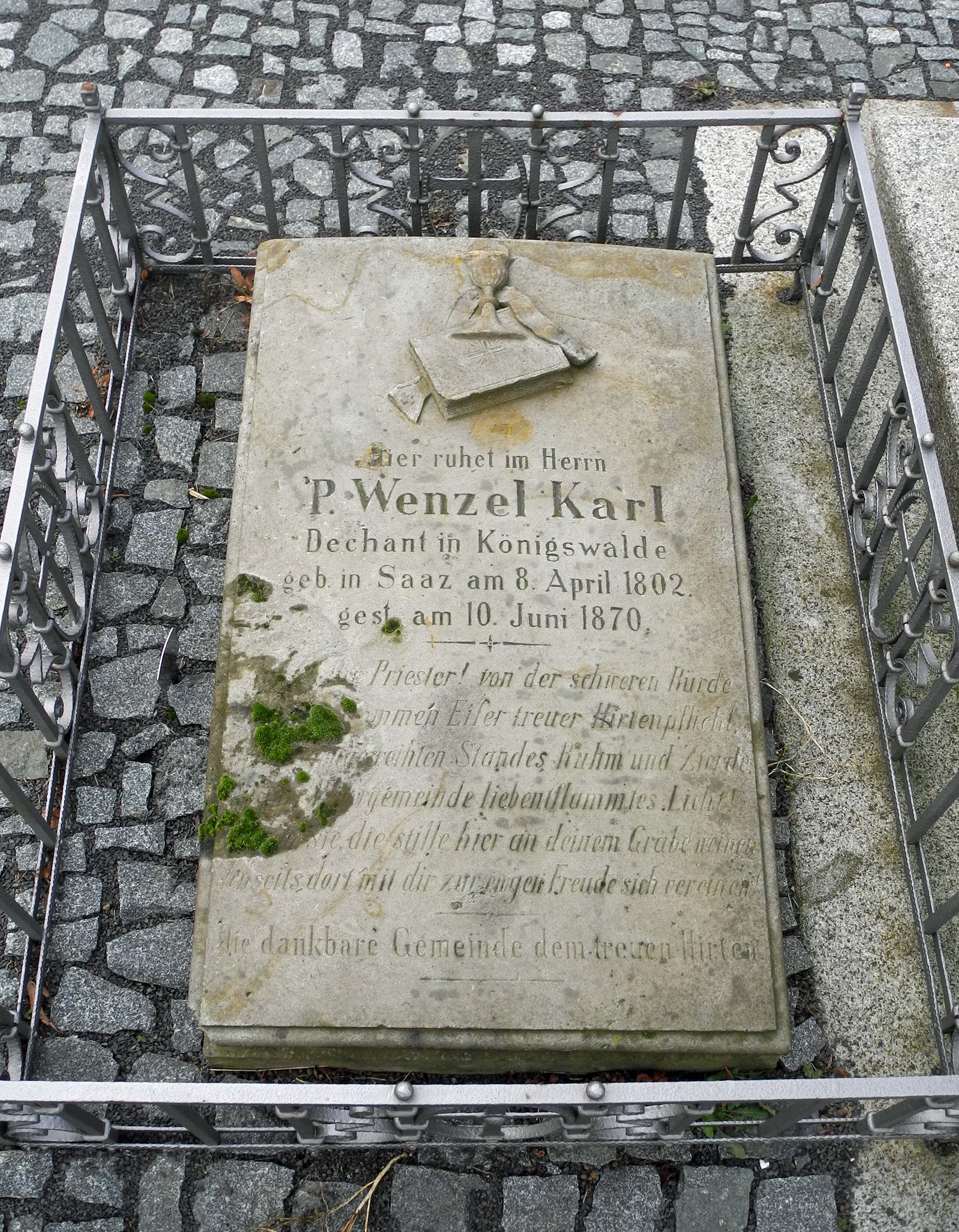
Grabstätte des P. Dechant Wenzel Karl aus Saaz auf dem Friedhof in Königswalde

Ab 1856 war Wenzel Karl Pfarrer in Königswalde. Er wurde 1858 zum Dechant (Dekan) und 1861 zum Kanoniker des Leitmeritzer Domkapitels ernannt. Sein Wirkungsfeld war die Laurentiuskirche mit dem Friedhof im Zentrum des Ortes. Heute befindet sich an der Kirche eine Gedenktafel, die an sein Wirken und seine Verdienste erinnert. In dieser Zeit verfasste er auch ein kleines religiöses Werk Kreuzwegandacht: mit besonderer Berücksichtigung der Stationen des heiligen Kreuzweges in der Gemeinde Königswalde, das 1861 veröffentlicht wurde. 
Er wurde damit zum Initiator des Kreuzweges auf dem Steinhügel (Kamenný vrch). Das Land wurde durch Schenkungen erworben. Der Kreuzweg wurde im Jahre 1859 fertiggestellt, die Weihe erfolgte am 25. September 1859 durch den Kapuziner-Pater Angelus Michel. 
Der Kreuzweg verfügte über eine Reihe von besonderen Gebäuden: die Kapelle des Gefängniswärters Christi, die Kapelle der Geißelung Christi, die Kalvarienbergkapelle, die Kapelle des Heiligen Grabes, die Grotte des hl. Petrus und der hl. Maria Magdalena und den Garten Gethsemane. Es gab auch eine 15. Station mit der Darstellung von Kelch und Hostie. In den 1960er und 1970er Jahren wurden die Wege und die meisten Kapellen zerstört. Im Jahr 2017 wurde der Wiederaufbau der einzelnen Stationen abgeschlossen und der Kreuzweg neu eingerichtet. 
Im Pfarrhaus von Königswalde ist ein Ölgemälde des Priesters Wenzel Karl erhalten geblieben, auf dem er mit einer Blume in der Hand dargestellt ist. Das Gemälde befindet sich jetzt im Diözesandepot des Bistums Leitmeritz. Wenzel Karl starb im Juni 1870, nachdem er bei einem Überfall durch einen betrunkenen Rekruten verletzt worden war. Sein Grab befindet sich am Hochkreuz auf dem Friedhof von Königswalde und ist mit einer Inschrift versehen, in der die dankbare Gemeinde dem einstigen Pfarrer ihren Respekt bezeugt. Die Grabstätte wurde im Jahr 2016 restauriert und neu geweiht.

## Werke
- Nord-Böhmen und seine Flora. In: Österreichische botanische Zeitschrift. 1852, S. 233–236 (zobodat.at [PDF]).
- Kreuzwegandacht: mit besonderer Berücksichtigung der Stationen des heiligen Kreuzweges in der Gemeinde Königswalde. C.W. Medau, Leitmeritz 1861, 28 S.